# Jazirat Ziadi
Jazirat Ziadi (em árabe: جزيرة الزيادي, translit. Jazīrat Ziyādī) é uma ilha iemenita localizada no Mar Vermelho. É considerada um 'Uzlah (subdistrito) do distrito de Al-Makha, na província de Taiz.